# Cinq-Mars rendant son épée à Louis XIII
Pour les articles homonymes, voir Cinq-Mars.
Cinq-Mars rendant son épée à Louis XIII est un tableau peint par Claudius Jacquand vers 1836 ou 1837.
Il est conservé au monastère royal de Brou à Bourg-en-Bresse. En 2014, il est exposé dans le cadre de l'exposition L'invention du passé. Histoires de cœur et d'épée en Europe, 1802-1850.